# Lars Liström
Lars "Lasse" Arne Liström, född 27 januari 1960 i Stockholm, död 19 januari 1983 i Huddinge församling, var en svensk sångare i musikgruppen Magnum Bonum. Han var en av de fem som var med och bildade bandet 1976.
Liström föddes i Stockholm och växte upp i Huddinge. Han skulle ersätta Orup som sångare i den nya konstellationen i musikgruppen Magnum Bonum 1976. Bandet turnerade flitigt och var ett av de populäraste livebanden under tidigt 1980-tal. Liström insjuknade i cancer vid 20 års ålder men fortsatte att turnera med bandet. Han avled 1983 och är begravd på Huddinge kyrkogård.